# Високотемпературна надпровідність
Високотемпературні надпровідники (англ. High-temperature superconductivity, HTS) — це матеріали, які поводяться як надпровідники на незвично високих температурах. На початок 2020-х років це температура кипіння рідкого азоту. Температуру, за якої матеріал втрачає надпровідні властивості, називають критичною.

## Історія

Речовини та їхня критична температура, відкриті з часом (1900-2020 роки). Високотемпературні надпровідники починаються близько 77 К, третя згори блакитна стрілка справа.

Перші надпровідники мали критичну температуру до 20 K. Тривалий час це вважалося температурною межею надпровідності. Проте в 1986 р. співробітники швейцарської лабораторії комп'ютерної фірми IBM Георг Беднорц та Александр Мюллер  відкрили сплав, надпровідні властивості якого зберігаються і при 30 K. Трохи згодом були одержані матеріали, що мають температури надпровідності до 133 К за атмосферного тиску та 160 K під високим тиском. У 2015 році було встановлено новий рекорд надпровідності, 203 К, у рідкому сірководні під високим тиском. При цьому загальноприйнятої теорії, яка пояснювала б цей клас високотемпературної надпровідності, ще не створено.

## Теоретичні пояснення
Для того, щоб електричний струм міг протікати речовиною без електричного опору, електрони провідності мають накопичитися у величезній кількості в одному й тому самому квантовому стані. Цьому запобігає принцип Паулі, оскільки електрон, маючи напівцілий спін, належить до ферміонів. Але якщо об'єднати електрони в пари, спін електронної пари буде цілим, тобто пара буде бозоном і принцип Паулі її вже не стосуватиметься. Різні теорії надпровідності розглядають різні способи формування таких електронних пар.

### Застосування фононної теорії
Розглянутий у рамках теорії БКШ механізм переходу в надпровідний стан ґрунтується на міжелектронній взаємодії через теплові коливання кристалічної ґратки. Як показують теоретичні оцінки, для такого механізму надпровідності, називаного фононним, максимальна величина критичної температури не може перевищувати 40 К за атмосферного тиску, хоча теорія БКШ здатна пояснити високотемпературну надпровідність у водневмісних сполуках під високим тиском.

### Застосування екситонної теорії
В основі теоретичної моделі високотемпературної надпровідності, розробленої академіком В. Л. Гінзбургом, лежить так званий екситонний механізм взаємодії електронів. В електронній системі існують особливі хвилі електронних збуджень — екситони. Подібно фононам, що описують теплові коливання ґратки, екситони є квазічастинками, не пов'язаними з перенесенням електричного заряду і маси; в фізиці атома екситону відповідає електронне збудження. Модельний зразок такого надпровідника являє собою металеву плівку в шарах діелектрика або напівпровідника. Електрони провідності, що рухаються в металі, відштовхують електрони діелектрика, тобто оточують себе хмарою надлишкового позитивного заряду, який і призводить до утворення електронної пари. Такий механізм кореляції електронів пророкує вельми високі значення критичної температури.
Основними досягненнями першого етапу можна вважати наступні результати:
- чітке і ясне усвідомлення того, що крім добре відомого електрон-фононного механізму надпровідності, обумовленого міжелектронним тяжінням за рахунок обміну фононами, можуть існувати й інші механізми, пов'язані з міжелектронною кулонівською взаємодією;
- доказ відсутності яких-небудь строгих, на рівні закону природи, обмежень на можливе значення критичної температури надпровідного переходу. Протилежне твердження було висунуто дуже авторитетними фахівцями в теорії надпровідності Андерсоном і Коеном і, безумовно, зробило негативний вплив на розвиток досліджень з проблеми ВТНП;
- докази того, що високі значення можуть бути отримані тільки в системах з сильними ефектами локального поля, тобто в системах з сильною взаємодією;
- виконаний детальний аналіз різних факторів, що є визначальними для фононного механізму надпровідності.

### Подальший розвиток теорії
Інший можливий підхід описаний американським фізиком Літтлом. Він припустив, що в органічних речовинах особливої будови можлива надпровідність при кімнатних температурах. Основна ідея полягала в тому, щоб отримати своєрідну полімерну нитку з регулярно розташованими електронними фрагментами. Кореляція електронів, що рухаються уздовж ланцюжка, здійснюється за рахунок поляризації цих фрагментів, а не кристалічної ґратки. Оскільки маса електрона на декілька порядків менше маси будь-якого іона, поляризація електронних фрагментів може бути сильнішою, а критична температура — вищою, ніж при фононному механізмі.

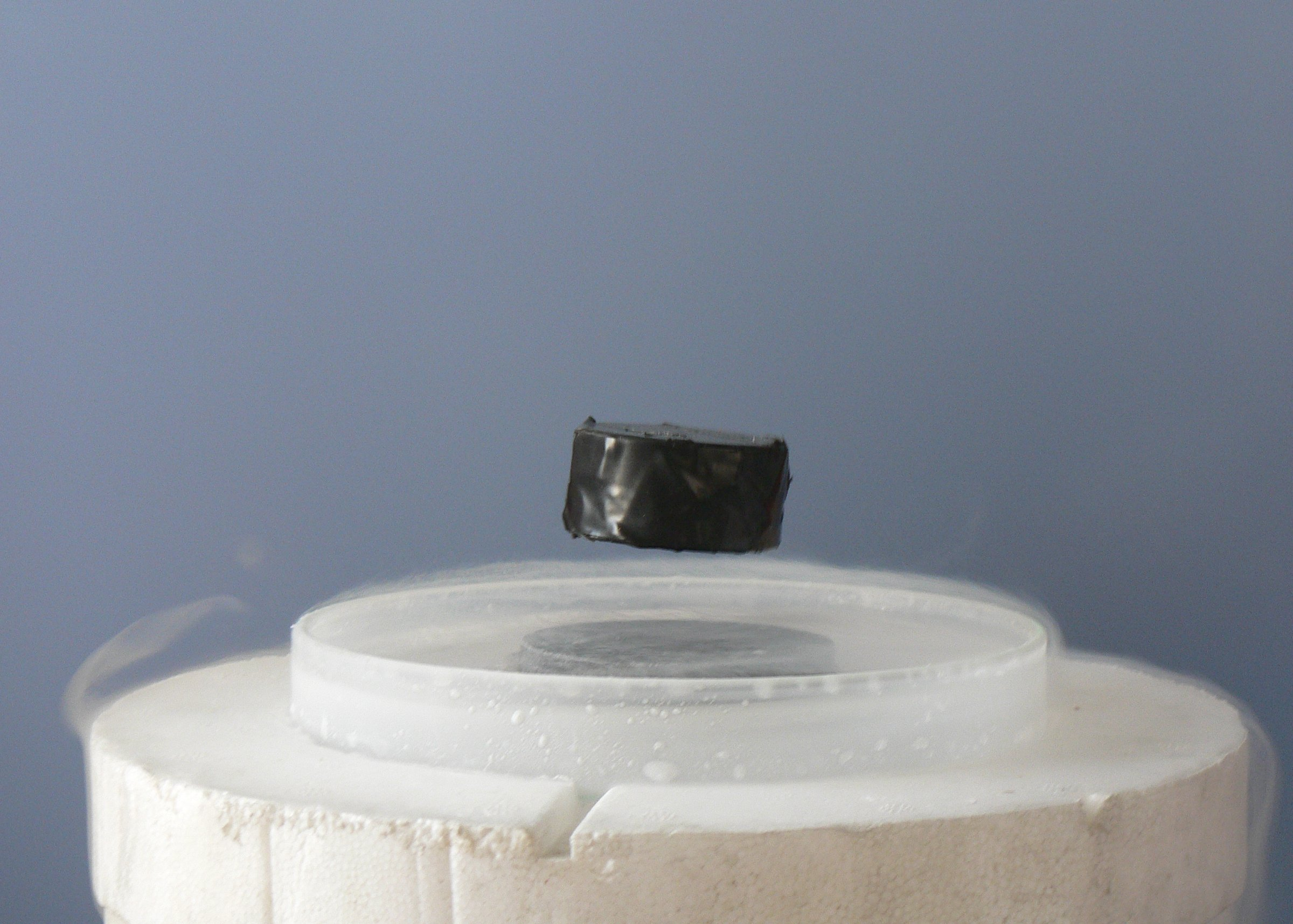
Магніт, який левітує над охолоджуваним рідким азотом високотемпературним надпровідником: ефект Мейснера.

Сама ідея високотемпературної надпровідності (ВТНП) в органічних сполуках була висунута ще в 1950 р. Лондоном і лише через 14 років Літтл і Гінзбург, незалежно один від одного, теоретично довели можливість ВТНП в неметалевих системах. Роботою Беднорца й Мюллера розпочався наступний етап розвитку ВТНП. Число наукових публікацій з проблеми ВТНП, що з'явилися після 1986 р., істотно перевищує повне число всіх попередніх публікацій з надпровідності, починаючи з 1911 р. Більше того, після відкриття надпровідності в купратних сполуках з ітрієм (YBCO) з ~90 К і ртуттю з ~135–160 К проблема ВТНП з суто наукової перетворилася на практично значущу, завдяки можливості вкрай важливих технічних застосувань. Ця обставина і стала, в основному, причиною потужного потоку фінансів і нових дослідників у цю область.
Новий етап розвитку проблеми ВТНП, крім самого факту експериментального виявлення відповідних систем і вже згадуваної масштабності досліджень, мав ряд інших відмінностей, у тому числі і в теоретичних підходах. Як вже зазначалося, досить давно стало ясно, що високі значення можуть мати тільки системи з сильною міжелектронною взаємодією. На першому етапі достатньої уваги вивченню таких ВТНП-систем не приділялося. Основна ж частина досліджень другого етапу пов'язана саме з вивченням ефектів сильної обмінно-кореляційної взаємодії та їх проявів як у звичайному, так і в надпровідному стані.
Велика частина теоретичних робіт спирається на модель Габбарда, в якій основну роль відіграє сильне кулонівське відштовхування електронів на одному центрі. Саме в рамках моделі Габбарда було запропоновано дві найбільш радикальні ідеї про природу ВТНП в купратах, засновані на моделі так званих резонансних валентних зв'язків. Фактично, ці ідеї значною мірою спираються на результати, отримані для одновимірних моделей взаємодіючих електронів. У них низькотемпературна поведінка електронів різко відрізняється від стандартної поведінки в тривимірних системах. Електрон, що має заряд і спін, перестає бути добре визначеним збудженням. Відбувається так званий поділ заряду і спіну. У такій моделі спін переноситься незарядженими збудженнями, а заряд — безспіновими збудженнями. Подібну систему називають латтінжерівською рідиною.
Основна ідея про сутність ВТНП-систем, що розвивається Андерсоном, полягає в тому, що електронна система в таких сполуках являє собою саме латтінжерівську рідину як у нормальному, так і в надпровідному стані.
Відмінність ідеї, запропонованої Лафлін з співавторами, від підходу Андерсона полягає у використанні дробової статистики для опису низькоенергетичних збуджень в ВТНП-системах. Це означає, що відповідні збудження не є ані бозонами (як, наприклад, фонони), ані ферміонами (як самі електрони). У квантовій теорії поля для них використовується термін «аніони» (не плутати з хімічним аніоном!). Істотно при цьому, що аніонна теорія приводить до порушення симетрії щодо обернення часу, оскільки в системі фактично виникають спонтанні магнітні потоки. На жаль, експериментальні дані спростовують таку можливість. Теорія ВТНП-систем Андерсона також не викликає ентузіазму у більшої частини дослідників.
Значна частина теоретичних досліджень ВТНП-сполук на другому етапі, як, втім, і на першому, зводиться до досить стандартної процедури. Розглядається система квазічастинкових електронних збуджень, тільки замість фононів і екситонів, що призводять до міжелектронного тяжіння і спаровування, вводиться щось інше. Це можуть бути спінові флуктуації, виникнення «спінових мішків», специфіка зонної структури кристалу тощо. Відмінність другого етапу — це детальніше дослідження моделей, заснованих на існуванні сильного міжелектронного відштовхування.